# Earle Moss
Earle Roderick Moss (* 11. April 1921 in Toronto/Ontario; † 19. März 2003 in Owen Sound/Ontario) war ein kanadischer Pianist und Musikpädagoge.

## Leben
Moss studierte am Royal Conservatory of Music Klavier bei seinem Vater Cyrill Moss, später bei Ernest Seitz und Bela Böszörmenyi-Nagy und Musiktheorie bei Healey Willan und Charles Peaker. Er nahm 1951 weiteren Klavierunterricht an der Music Academy of the West in Santa Barbara bei Soulima Stravinsky und besuchte 1958 und 1959 Sommerkurse von Gerald Moore. Von George Douglas Atkinson und Ernest Seitz erlernte er die Lehrmethode nach Theodor Leschetizky und begann 1946 am Royal Conservatory of Music zu unterrichten. Unter anderem studierten Walter Buczynski, Arthur Crighton, Barry Gosse, Douglas Haas, Angela Hewitt, Daryl Irvine, Bruce Mather und Brock McElheran bei ihm.
Ab 1950 war Moss Koordinator der Klavierbücher für die Graduiertenausbildung. Mit Weldon Kilburn und Boris Roubakine stellte er die 14 Piano Pieces by Canadian Composers (1955) zusammen. Sein Handbook for Technique erschien 1966. 1957 wurde er Musikdirektor der Forest Hill United Church. Im Folgejahr gründete er das Bahamas Music Festival, dessen Juror er vier Jahre lang war. Von 1975 bis 1990 war er der kanadische Delegierte der American Matthay Association. Im Auftrag des Royal Conservatory gab er zwischen 1985 und 1987 Recitals, Vorlesungen und Meisterklassen in Hongkong, Kowloon und Sha Tin. 1989 veröffentlichte er das Buch More Than Teaching. Noch bis in die 1990er Jahre gab er privaten Klavierunterricht.
Zwischen 1949 und 1965 trat Moss als Klavierbegleiter u. a. mit den Sängern Maureen Forrester, Frances James und Jon Vickers und den Streichern Eugene Kash, Mischa Mischakoff und Elie Spivak auf. Außerdem spielte er die kanadischen Erstaufführungen von Samuel Barbers Piano Sonata, Béla Bartóks Sonate für zwei Klaviere und Perkussion (mit dem Pianisten Gerald Rutledge und den Perkussionisten Harry Nicholson und Thomas J. Burry) und Improvisations, Henri Dutilleux’ Sonata für Klavier und Maurice Ravels Collage. Godfrey Ridout widmete ihm seine Three Preludes on Scottish Themes für Orgel, Eugene Hill das Anthem O God of Earth.